# EOC 14 in/45
Il EOC 14 in/45 era un cannone navale realizzato nel Regno Unito all'inizio del XX secolo dalla Elswick Ordnance Company per equipaggiare le navi costruite dalla Armstrong Whitworth per diversi paesi prima della Grande Guerra.

## Storia
Quando iniziò la prima guerra mondiale, la Armstrong Whitworth stava realizzando la prima nave della classe Almirante Latorre per il Cile, armata con 10 dei suoi cannoni da 14 pollici. La nave venne acquistata sugli scali dal governo britannico, completata come HMS Canada ed impiegata dalla Royal Navy nella guerra.
Dopo la guerra, la nave da battaglia venne venduta al Cile, dove fu ribattezzata con il nome originale di Almirante Latorre. Fu nave ammiraglia della Marina cilena, utilizzata per la tutela della neutralità del Paese durante la seconda guerra mondiale. La nave fu radiata nel 1958 e demolita l'anno seguente.

## Tecnica
La versione originale Mark I era basata su un progetto Elswick, con canna ad avvolgimenti di filo d'acciaio ed otturatore a tre manovre. Per la Almirante Latorre furono realizzati 14 pezzi, di cui quattro di riserva, mai usati, che differivano per la camiciatura sensibilmente rastremata e che vennero demoliti nel 1922. Altri 10 cannoni furono realizzati per la gemella Almirante Cochrane, poi completata come portaerei; tre di questi pezzi furono modificati nella camera di scoppio per realizzare cannoni ferroviari durante la Grande Guerra, che però non vennero mai usati.
La designazione 'Mark III venne assegnata a due cannoni costruiti dalla Elswick per la nave da battaglia giapponese Yamashiro, ma mai consegnati. Le prestazioni erano le stesse dei Mk I, dai quali differivano dal punto di vista costruttivo per il peso minore di 1,6 t, per l'otturatore Vickers e per la canna non rastremata. Mai imbarcati, furono usati come cannoni ferroviari in Francia.
La velocità alla volata del 14 in Mark I non differiva sostanzialmente da quella del BL 14 in Mk VII che avrebbe equipaggiato la classe King George della seconda guerra mondiale, anzi il cannone più anziano aveva prestazioni probabilmente superiori viste le più scarse qualità aerodinamiche dei suoi proietti rispetto a quelli degli anni quaranta.
Sulla classe Almirante Latorre i pezzi Mk I erano installati in 5 torri binate Mark I, pesanti 671 t.